# Коулман Баркс
Коулман Баркс (англ. Coleman Barks, нар. 23 квітня 1937) — американський поет і колишній викладач літератури Університету Джорджії. Хоча він не говорить і не читає перською, він є популярним перекладачем Румі, переписуючи вірші на основі інших англійських перекладів.

## Життєпис
Баркс народився в Чаттанузі, Теннессі. Він навчався в Бейлорській школі, потім в Університеті Північної Кароліни в Чапел-Гілл і Університеті Каліфорнії в Берклі. Баркс був учнем суфійського шейха Бави Мухайяддіна. Баркс три десятиліття викладав літературу в Університеті Джорджії. У 2006 році він здобув ступінь почесного доктора Тегеранського університету.
Баркс часто виступав за кордоном і був добре відомий на Близькому Сході. Його робота сприяла популяризації класика перської поезії Румі в англомовному світі та розповсюдженні ідей суфізму. З іншого боку, Баркса критикували за видалення посилань на іслам з поезії Румі. Починаючи з 1976 року Баркс опублікував кілька томів своїх інтерпретацій поезії Румі, серед яких The Hand of Poetry, Five Mystic Poets of Persia, The Essential Rumi, The Book of Love та A Year with Rumi.
Баркс опублікував кілька томів власної поезії, зокрема Gourd Seed, Tentmaking та Granddaughter Poems. Він читав свої оригінальні вірші на фестивалі поезії Джеральдін Р. Додж. У березні 2009 року Баркс був введений до Зали слави письменників Джорджії.

## Дискографія
- Barks, Coleman; Robert Bly (1989). Poems of Rumi (касета). Audio Literature. ISBN 0-944993-10-9.
- Barks, Coleman;  Hamza El Din; Steve Coughlin (1991). Like This: More Poems of Rumi (аудіокнига). Audio Literature. ISBN 0-944993-14-1.
- Barks, Coleman; Dorothy Fadiman (1993). Selections From Open Secret (Poems of the 13th Century Sufi Master Rumi) (касета). Coleman and Dorothy.
- Barks, Coleman (1997). Dust Particles in Sunlight: Poems of Rumi (касета). Omega Publications. ISBN 0-930872-60-6.
- Barks, Coleman. (1997). The Hand of Poetry (касета). Omega Publications. ISBN 0-930872-57-6.
- Barks, Coleman. Mary Sinclair, Lory Messina (1997). The Woman Who Dressed As a Man: Poems of Attar (касета). Omega Publications. ISBN 0-930872-59-2.
- Barks, Coleman (2001). I want Burning (CD). Sounds True Incorporated. ISBN 1-56455-830-4.
- Barks, Coleman; Marcus Wise; David Whetstone; Robert Bly (2001). Rumi: Voice of Longing (CD). Sounds True Incorporated. ISBN 1-56455-832-0.
- Barks, Coleman (2005). Rumi (CD). Canadian Broadcasting Corporation. ISBN 0-660-19370-1.